# مالاپالایم
ملاپالایم کویی از شهر تیرونلولی در تامیل نادو هند می باشدکه در جهت شرقی رودخانه تامیرابارانی قرار گرفته است.  اسم این کوی از جایگاه غربی آن گرفته شده است ( تامیلی: ملا   ) از پالایانکوتای ، "آکسفورد جنوب هند." ۸۰درصد مردم مسلمان هستند.
ملاپالایم ۴٫۱ کیلومتر (۲٫۵ مایل) در غرب مرکز شهر تیرونلولی و یک بخش اداری از شرکت شهرداری شهر تیرونلولی می باشد . 

## تاریخ
ملاپالایام در هنگام حکومت بریتانیا به اسم کیلا ویرا راگاواپورام نام برده می شد. اسم گذشته این منطقه تامیلی شهر درمانگای بود( تامیلی: மங்கை மா நகர்   ).

## سواد
میانگین نرخ باسوادی ملاپالیام ۶۲.۴ درصد می باشدکه بالاتر از میانگین ملی ۵۹.۵ درصد است. سواد مردان ۷۱.۶ درصد و سواد زنان ۲۸.۴ درصد است.

## تحصیلات
بخش ملاپالایم تا قرن ۲۱ از استاندارد آموزشی ناتوانی بهرمند بود. از آن هنگام، مدرسه های بسیاری تأسیس شده و دسترسی به آموزش بیشتر شده است. تراست های رفاهی بسیاری برای طرفداری از شناخت اجتماعی از آموزش ایجاد شده است. مدرسه متوسطه عالی مسلمان ها در ملاپالایم در آزمون اس اس ال سی که در آوریل ۲۰۱۱ برگزار گردیدبه رتبه دوم ایالت تامیل نادو دست یافت. در نتیجه کمپین های سازمان های اجتماعی، افزایش قابل توجهی در سواد وجود داشت ; نامزدهای ملاپالایم در موسس های فناوری هند ، موسسه دانش هند و سایر دانشگاه‌های برجسته چه در هند و چه در خارج از کشور، کرسی‌های خود را به دست آورده‌اند.

### لیست مدارس
مدارس متوسطه عالی در این محله به نام موسسه کمترین ها با کمک دولت دسته بندی می شوند.  قسمتی از جامعه دانش آموزی ملاپالایم برای تحصیل به پالایامکوتای سفر می نمودند.

#### مدارس کنکور
- مدرسه ماتریک گانسا مورتی
- مدرسه راهنمایی حمیم
- مدرسه کنکور زارینا فاطمیه
- مدرسه ماتریک جوبیل طلایی

#### دبیرستان های عالی
- مدرسه متوسطه عالی مسلمین [۵]

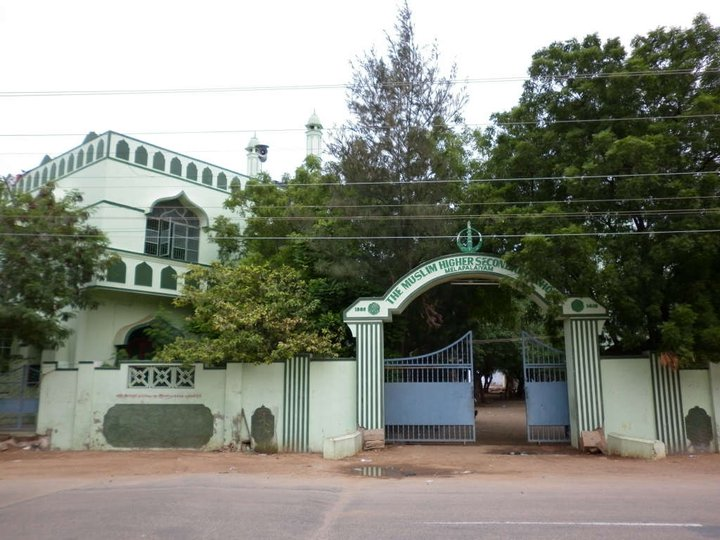
نمای نوینی از مدرسه متوسطه عالی مسلمانان

- مدرسه کنکورتایم (با بیش از۹۵ درصد دانش‌آموزان اهل ملاپالایم، واقع در نزدیکی ملاپالایم)
- دبیرستان دخترانه مسلمان
- دبیرستان رحمانیه
- مدرسه متوسطه عالی کوایدمیلیث
- مدرسه متوسطه عالی دان بوسکو

#### مدارس سی بی اس ای
- مدرسه سی بی اس ای المدینه
- مدرسه دولتی موتامیل

### لیست کالج ها

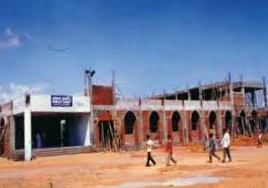
کالج عنای هجیرا

- کالج زنان عنای هجرا [۶]
- دانشکده مهندسی دولتی، تیرونلولی[۷]

### فهرست دانشکده های عربی[۲]

#### کالج های مردانه
- کالج عربی جامیاثول الیافه ماعلیس سانیا
- دانشکده عربی ثارالعلوم عثمانیه
- دانشکده اسلامی

#### کالج های زنانه
- الارشاد
- تاربیاتونیشا
- هدایاتادونهیزلن
- شیرین فرحانه
- ناسیشاتون لینیسوان
- تاگلیمون نیسوان
- مجدین العلوم
- کالج عربی زنان المنیره

#### مدارسزنانه
- کالج زنان ریبای مولاناخلیفه سفید
- دانشکده اسلامی دخترانه الارشاد
- جمشول بوهاریا
- کالج مدهرشا و زنان فیض الرحمن عربی
- مدرسه الرفافیه
- ذریحات الایشیه
- مدرسة دخترانه نصیرالملّت - خیابان عسورة شرقی
- مدرسة المجیتله
- الباکیاتوس صالحات
- نشیح‌الاسلام
- دانشکده اسلامی زنان نورالاسلام
- صندوق آموزش و خیریه عرفان الهدی

## مساجد
بیش از ۱۰۰ مسجد در این مکان وجود دارد که بسیاری از آنان دارای گورستان می باشند. مسجد های اصلی در انتهای خیابان ها واقع شده اند. بیشتر مسجد ها«وقف» ثبت شده اند و توسط ساکنان محلی اداره می شوند که معمولاً ساکنان محله ویژه هستند.

## فرهنگ
جشن ها و مراسم اسلام و هندو در این کوی مرسوم می باشد.

## کسب و کار
در سال های نخست این کوی، اقتصاد آن طبق تجارت بافندگی دستی بود. محصول های بافندگی دستی به کشورهای متعددی مثل سریلانکا و برمه صادر می گردید. این تجارت متوقف شد. در جای خود، صنعت بیدی بخش اصلی از اقتصاد شد. بیشتر زن هادر این کوی توسط کارخانه جات نورد بیدی شغل دارند. بسیاری از تولیدکنندگان بیدی در جنوب هند واحدهای تولیدی خود را در ملاپالایم و اطراف آن قرار دادند. اخیراً مردان محلی بیشتری در خارج از کشور در سایر ایالت های هند کار می کنند.

## ایستگاه پلیس

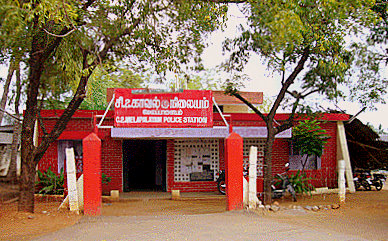
ایستگاه پلیس

کلانتری ملاپالایام به دلیل داشتن نرخ بسیار مسئله های مذهبی یکی از انفعال ترین کلانتری های شهر تیرونولی می باشد. 